# José Antonio Delgado Sucre
José Antonio Delgado Sucre (Caracas, Venezuela; 13 de mayo de 1965 - Nanga Parbat, Pakistán; 22 de julio de 2006) fue el primer montañero venezolano en alcanzar cinco cumbres de más de ocho mil metros de altura. Delgado, conocido como "El Indio", fue uno de los escaladores con más experiencia en toda Latinoamérica, con más de 15 años conquistando las grandes montañas del mundo. Era ingeniero mecánico graduado en la Universidad Simón Bolívar (1983-1989).

## Nanga Parbat
La montaña Nanga Parbat se alza sobre el río Indo que delimita el borde oeste del macizo formando el bastión occidental del Himalaya superior. El nombre de Nanga Parbat deriva del sánscrito “Nanga Parbata” que significa “Montaña Desnuda”. La expedición “Nanga Parbat 2006” estaba liderada por José Antonio Delgado. La meta de la expedición era lograr el ascenso de un equipo venezolano a la cumbre de la montaña Nanga Parbat, de 8.125 m s. n. m., la novena montaña más alta del mundo, ubicada en la cordillera del Himalaya, en Pakistán. De completarse la expedición, José Antonio Delgado y Edgar Guariguata, se convertirían en los primeros suramericanos en alcanzar esta cumbre, después de Iván Vallejo del Ecuador; y Edgar Guariguata, de 23 años, en el alpinista suramericano más joven en alcanzar la cumbre de una montaña de 8.000 metros de altura. 
La expedición debía salir el 4 de junio de 2006 y regresar el 20 de julio del mismo año. Sin embargo, debido a problemas de salud, Guariguata permaneció en el campamento base pero José Antonio continuó el ascenso. El día martes 11 de julio a las 14:00 José Antonio Delgado alcanza la cima del Nanga Parbat. Sin embargo, un fuerte viento borra la huella y el descenso se complica, lo que provoca que Delgado extravíe la ruta de descenso, obligándolo a vivaquear (pasar la noche a la intemperie) a una altura aproximada de 7.800 m s. n. m. Al siguiente día, Guariguata lo guía desde el campamento base (4200 m s. n. m.) con la ayuda de unos binoculares y José Antonio logra alcanzar el campamento IV. Dos días después se comunica por radio con el campamento base y explica que el día 12 de julio se había quedado dormido y al despertar se dio cuenta de que una avalancha lo había tapiado. Pide que lo rescaten. El lunes 17 de julio de 2006 se comunica por última vez con el campamento base. Su carpa se había roto y ya no tenía donde dormir. Comunica que va a intentar alcanzar el campamento III. Consciente de la situación en la que se encuentra, le pide a Edgar que lo despida de su esposa Frida y de sus hijos. El 22 de julio el cuerpo sin vida de José Antonio Delgado Sucre es encontrado a 7100 m s. n. m. por el grupo de rescate conformado por Qurban Ali, Ghulam Rasool, Muhammad, Muhammad Ibrahim, Ghulam Muhammad, y Muhammad Ali. Este grupo fue organizado por la agencia que atendía a la expedición venezolana, “Adventure Tours Pakistan (ATP)”

## Cumbres
Ascensos a cumbres importantes: 
- Pico Humboldt, 4942 m, Venezuela (1982)
- Pico Bolívar, 4982 m, Venezuela (1983)
- Chopikalqui, 6320 m, Perú (1985)
- Artesonraju, 6010 m, Perú (1985)
- Ritacuba Blanco, 5300 m, Colombia (1986)
- Huascarán Sur, 6768 m, Perú (1986)
- Ranrapalka, 6162 m, Perú (1986)
- Artesonraju, 6010 m, Perú (1986)
- Ritacuba Negro, 5200 m, Colombia (1987)
- Huayna Potosí Sur, 6050 m, Bolivia (1987)
- Illimani Central, 6402 m, Bolivia (1987)
- Maroon Bell y North Maroon, 4316 y 4272 m, Estados Unidos (1990)
- Long Peak, 4345 m, Estados Unidos (1990)
- Pikes Peak, 4302 m, Estados Unidos (1990)
- Popocatépetl, 5452 m, México (1991)
- Ixtacihualtl, 5286 m, México (1991)
- Citlatepetl, 5760 m, México (1991)
- Marmolejo, 6100 m, Chile-Argentina (1991)
- Volcán San Pedro, 5800 m, Chile-Argentina (1991)
- Aconcagua, 6959 m, Argentina (1991)
- Cotopaxi, 5897 m, Ecuador (1991)
- Chimborazo, 6310 m, Ecuador (1991)
- Cóncavo, 5200 m, Colombia (1992)
- Pan de Azúcar, 5180 m, Colombia (1992)
- Illampu, 6362 m, Bolivia (1992)
- Ama Dablam, 6812 m, Nepal (1993)
- Adams Peak, 2233 m, Sri Lanka (1994)
- Cho Oyu, 8201 m, Nepal-China (1994)
- Stock Kangri, 6100, India (1994)
- Pisco, 5300 m, Perú (1996)
- Huascarán Norte, 6654 m, Perú (1996)
- Cayambe, 5840 m, Ecuador (1997)
- Denali-McKinley, 6195 m, Alaska-EUA, (1998)
- Shishapangma Central, 8008 m, China (1998)
- Breithorn, 4159 m, Suiza-Italia (1999)
- Muztagh Ata, 7546 m, China (1999)
- Gasherbrum II, 8035 m, Pakistán-China (2000)
- Ojos del Salado, 6880 m, Chile-Argentina (2001)
- Aconcagua, 6959 m, Argentina (2001)
- Everest, 8850 m, China-Nepal (2001)
- Mont Blanc, 4807 m, Francia-Italia (2001)
- Tsacra Chico Norte, 5513 m, Perú (2002)
- Chapaev Norte, 6100 m, Kazajistán (2004)
- Khan Tengri, 7010 m, Kazajistán (2005)
- Nanga Parbat, 8125 m, Pakistán (2006)

- Mayor número de cumbres de más de 8000 m s. n. m., para un venezolano, cinco (Everest, Cho Oyu, Shishapangma, Gasherbrum II, Nanga Parbat).
- Ascenso más rápido al Aconcagua, para un venezolano, Puente del Inca a cumbre en 34 h
- Ascenso más rápido al Huascarán Norte, para un venezolano, base a cumbre en 14 h
- Primer vuelo en parapente desde el Pico Humboldt, a nivel mundial
- Primer vuelo en parapente desde el Pico Bolívar, a nivel mundial
- Primer vuelo en parapente desde el Roraima, a nivel mundial

## Montañismo y actividades relacionadas
Escalada en roca, Venezuela, 1982; escalada en hielo, EUA, 1985; esquí de montaña y avalanchas, Suiza, 2000; cursos de Rescate en grietas, EUA, 2002.
Fue director del Centro Excursionista Loyola de Venezuela, organizador del Festival Ascenso de Vídeos y Fotografías de Aventura y de la Gira Nacional Caracas, 2004-2006. Además era miembro de la red de expertos de la página web www.aventurarse.com y coeditor del libro "Camino a la Cumbre, del Ávila al Everest". Presentó conferencias motivacionales basadas en sus expediciones.

## Condecoraciones
- Orden al Mérito Deportivo, 1ª clase, I.N.D., 2001
- Orden Vicente Emilio Sojo, 1ª clase, Consejo Legislativo del Estado Miranda, (2001)